# Álcák csapdája
Az Álcák csapdája (eredeti cím: The Double) 2011-ben bemutatott amerikai bűnügyi-dráma, melynek rendezője Michael Brandt, forgatókönyvírója Brandt és Derek Haas. A főszerepben Richard Gere, Topher Grace, Stephen Moyer és Martin Sheen látható.
A film 2011. október 28-án jelent meg, Magyarországon december 1-én mutatta be a Fórum Hungary. Általánosságban negatív kritikákat kapott, bevételi szempontból alul teljesített.

## Cselekmény
Két FBI ügynök megfigyelést végez egy raktárban.
Amikor Dennis Darden (Ed Kelly) amerikai szenátor kilép az ajtón, hátulról egy merénylő közelít felé, aki elvágja a torkát és elmenekül. Az ügynökök a helyszínre sietve holtan találják a férfit. A merénylőt nem tudják azonosítani, mivel a gyilkosságot sötétben követte el. Később CIA tisztek érkeznek a helyszínre és átveszik az ügyet.
Paul Shepherdson (Richard Gere) nyugalmazott ügynököt az amerikai Központi Hírszerző Ügynökség igazgatója hívja a helyszínre. Tom Highland (Martin Sheen) vizsgálja ki a gyilkosságot. Bemutatkozik egy fiatal FBI-ügynöknek, Ben Gearynek (Topher Grace), aki a Cassius nevű egykori szovjet ügynök szakértője. Geary arra következtet, hogy Cassius a gyilkos a jellegzetes torokmetsző (fojtogató) módszere miatt.
Paul és Ben felkeresik Brutust (Stephen Moyer), Cassius egyik pártfogoltját, akit börtönbe zártak, hogy megtudják, hol van Cassius. Ellátják őt egy rádióval, és távoznak. A fogoly ezután lenyeli a rádió elemeit, és mérgezést/gyomorrontást színlel. Egy kórházba érve visszahányja és kiköpi az elemeket, legyőzi az egészségügyi személyzetet, és megszökik. Az alagsori garázsban megtámadja Paul, akiről kiderül, hogy ő maga Cassius, az az ügynök, aki korábban kiképezte a szökevényt. Cassius elvágja a torkát. Ezután elindul, hogy Bent is likvidálja, de csak akkor áll meg, amikor Ben felesége megzavarja - Cassius képtelen Gearyt a családja előtt meggyilkolni. A tetthelyet vizsgálva Ben egyre gyanakvóbbá válik Paul iránt. Eközben egy orosz terrorista és gyilkos, Bozlovszkij (Tamer Hassan) belép az Egyesült Államok területére.
Ahogy a nyomozás elmélyül, Paul figyelmezteti Bent, hogy vonuljon vissza, mert nemcsak neki, hanem a családjának is baja eshet. Ben, aki megszállottja lett annak a gondolatnak, hogy Paul Cassius, saját párhuzamos nyomozásba kezd. Eközben Paul egy gyárban próbál kapcsolatba lépni Bozlovszkival, aki egy heves tűzharc után megszökik. Ben megvizsgálja Bozlovszkij társának egy másik, ugyanott elkövetett torokmetsző gyilkosságát, és most már meg van győződve arról, hogy Paul valóban Cassius.
Ben összerakja Paul életének eseményeit, és megállapítja, hogy Paul nemcsak hogy valóban Cassius, hanem azt is, hogy szisztematikusan gyilkolja azokat az embereket, akiknek köze van a felesége és gyermeke halálához, akiket Bozlovszkij meggyilkolt.
Paul egy hajógyári raktárig követi Bozlovszkij nyomát. Nem sokkal később Ben is megérkezik az épülethez. Miután szembesítik a bizonyítékokkal, Paul mindent bevall. Paul ezután szembesíti Bent azzal a ténnyel, hogy Ben orosz kém, amit Paul Ben egyik informátori kiszállása során tudott meg. Sikerül meggyőznie Bent arról, hogy Bozlovszkij a tényleges fenyegetés. Amikor Ben elárulja, azt tervezi, hogy visszatér Oroszországba, miután ennek vége, Paul megpróbálja meggyőzni, hogy maradjon az FBI-nál és a családnál, amelyet megszeretett.
Együtt vadásznak Bozlovszkijra a hajógyár raktárában. Bozlovszkij megtámadja Pault és Bent, és az ezt követő dulakodásban a halálosan megsebesült Paul elvágja Bozlovszkij torkát a garrote-órájával. Paul azonban később maga is belehal a saját sérüléseibe. Az egyetlen szemtanúként Ben FBI-ügynök továbbítja az esetet a feletteseinek, és azt állítja, hogy Bozlovszkij volt Cassius, ezzel biztosítva Paul hírnevét és elismerve hősiességét. Amikor Ben távozik, a CIA igazgatója, Highland megkérdezi tőle, hogy fontolóra venné-e valaha is, hogy a CIA-nál dolgozzon.
A film azzal ér véget, hogy Ben immár nem kettős ügynökként tér haza.

## Szereplők
| Szerep           | Színész         | Magyar hang   |
| ---------------- | --------------- | ------------- |
| Paul Shepherdson | Richard Gere    | Csernák János |
| Ben Geary        | Topher Grace    | Rajkai Zoltán |
| Tom Highland     | Martin Sheen    | Papp János    |
| Bozlovski        | Tamer Hassan    | Koncz István  |
| Brutus           | Stephen Moyer   | Megyeri János |
| Oliver           | Chris Marquette | Szkárosi Márk |
| Natalie Geary    | Odette Annable  |               |
| Amber            | Stana Katić     | Sallai Nóra   |
| Pierce ügynök    | Jeffrey Pierce  |               |

## Fordítás
- Ez a szócikk részben vagy egészben  a   The Double (2011 film) című angol Wikipédia-szócikk fordításán alapul.  Az eredeti cikk szerkesztőit annak laptörténete sorolja fel. Ez a jelzés csupán a megfogalmazás eredetét és a szerzői jogokat jelzi, nem szolgál a cikkben szereplő információk forrásmegjelöléseként.